# Jonatan Maidana
Jonatan Ramón Maidana (Adrogué, 29 juli 1985) is een Argentijns voetballer die als centrale verdediger speelt. In 2019 verruilde hij River Plate voor Toluca.

## Clubcarrière
Maidana begon bij Los Andes. Hij speelde tussen 2005 en 2008 voor Boca Juniors waarmee hij naast twee nationale titels ook de Copa Sudamericana 2005, de Recopa Sudamericana 2006 en de Copa Libertadores 2007 won. Medio 2008 ging hij voor het Oekraïense Metalist Charkov spelen dat hem begin 2010 aan Banfield verhuurde. Medio 2010 ging hij naar River Plate waarmee hij in 2011 eerst uit de Primera División degradeerde, maar in 2012 als kampioen van de Primera B Nacional weer terugkeerde. In 2014 werd hij met River Plate landskampioen en met de club won hij ook de, Copa Argentina 2016 en 2017, de Supercopa Argentina 2017, de Copa Sudamericana 2014, de Copa Libertadores 2015 en 2018, de Recopa Sudamericana 2015 en 2016. In 2019 ging hij in Mexico voor Toluca spelen.

## Interlandcarrière
In 2011 debuteerde hij voor het Argentijns voetbalelftal. Maidana maakte deel uit van het Argentijnse team dat in 2016 tweede werd op de Copa América Centenario.